# Юйвень Цзюе
Юйвень Цзюе (кит.: 宇文覺; піньїнь: Yǔwén Jué; 542–557) — засновник і перший імператор Північної Чжоу з Північних династій.

## Життєпис
Був сином генерала Юйвень Тая, який перебував на службі у Західній Вей. Навесні 557 року, невдовзі після смерті останнього, двоюрідний брат генерала Юйвень Ху змусив імператора Юань Ко зректись трону на користь Юйвень Цзюе, таким чином започаткувавши нову династію — Північну Чжоу. Втім того ж року Юйвень Цзюе замислив убити Юйвень Ху. Той, довідавшись про наміри імператора, повалив і замінив його на брата, Юйвень Юя. Пізніше обох, Юйвень Цзюе та Юйвень Ху, було страчено за наказом нового імператора.